# Лемеші (Бердичівський район)
Ле́меші — село в Україні, у Бердичівському районі Житомирської області. Населення становить 267 осіб.

## Географія
Селом протікає річка Гнилоп'ятка.

## Історія
У 1906 році — село Озадівської волості Житомирського повіту Волинської губернії. Відстань від повітового міста 58 верст, від волості 8. Дворів 98, мешканців 735.
У 1923—63 роках — адміністративний центр Лемешівської сільської ради.

## Населення
Згідно з переписом УРСР 1989 року чисельність наявного населення села становила 299 осіб, з яких 129 чоловіків та 170 жінок.
За переписом населення України 2001 року в селі мешкали 263 особи.

### Мова
Розподіл населення за рідною мовою за даними перепису 2001 року:
| Мова       | Відсоток |
| ---------- | -------- |
| українська | 99,63 %  |
| російська  | 0,37 %   |